# Пожар в библиотеке ИНИОН РАН
Пожар в библиотеке Института научной информации по общественным наукам РАН произошёл 30 января 2015 года в Москве. Возгоранию был присвоен третий номер сложности по пятибалльной шкале, его тушение длилось 27 часов.
В результате пожара люди не пострадали, фонды библиотеки понесли серьёзные потери: огнём было уничтожено более 5 миллионов экземпляров изданий. Расследование произошедшего продолжается до сих пор.

## Ход событий
30 января 2015 года в 22:09 (MSK) в Центр управления в кризисных ситуациях Главного управления МЧС России по Москве поступило сообщение о пожаре по адресу: Нахимовский проспект, дом 51. Возгорание произошло на третьем этаже трёхэтажного здания.
Первые пожарно-спасательные подразделения прибыли к месту пожара в 22:15. На место происшествия для обеспечения охраны общественного порядка и беспрепятственного проезда спецтехники к месту тушения также прибыли сотрудники МВД России.
В здании произошло частичное обрушение кровли на площади в 1 тыс. квадратных метров. Площадь пожара составила около 2 тысяч квадратных метров.
Примерно в 0:07 31 января распространение пожара было остановлено. Вечером 31 января в ГУ МЧС России по Москве заявили о том, что угроза книгохранилищу снята, все очаги пожара рядом с ним ликвидированы. В 23:24 пожар был полностью ликвидирован.
В последующие дни продолжались аварийно-спасательные работы. До утра 1 февраля велась проливка здания, 2 февраля осуществлялась откачка воды. Тушение пожара заняло 27 часов, в нём приняли участие более 202 человек личного состава и 58 единиц техники. Один из пожарных был госпитализирован с отравлением продуктами горения.
Об отсутствии угрозы обрушения здания МЧС объявило 3 февраля, руководство и часть сотрудников Института смогли вернуться к работе.

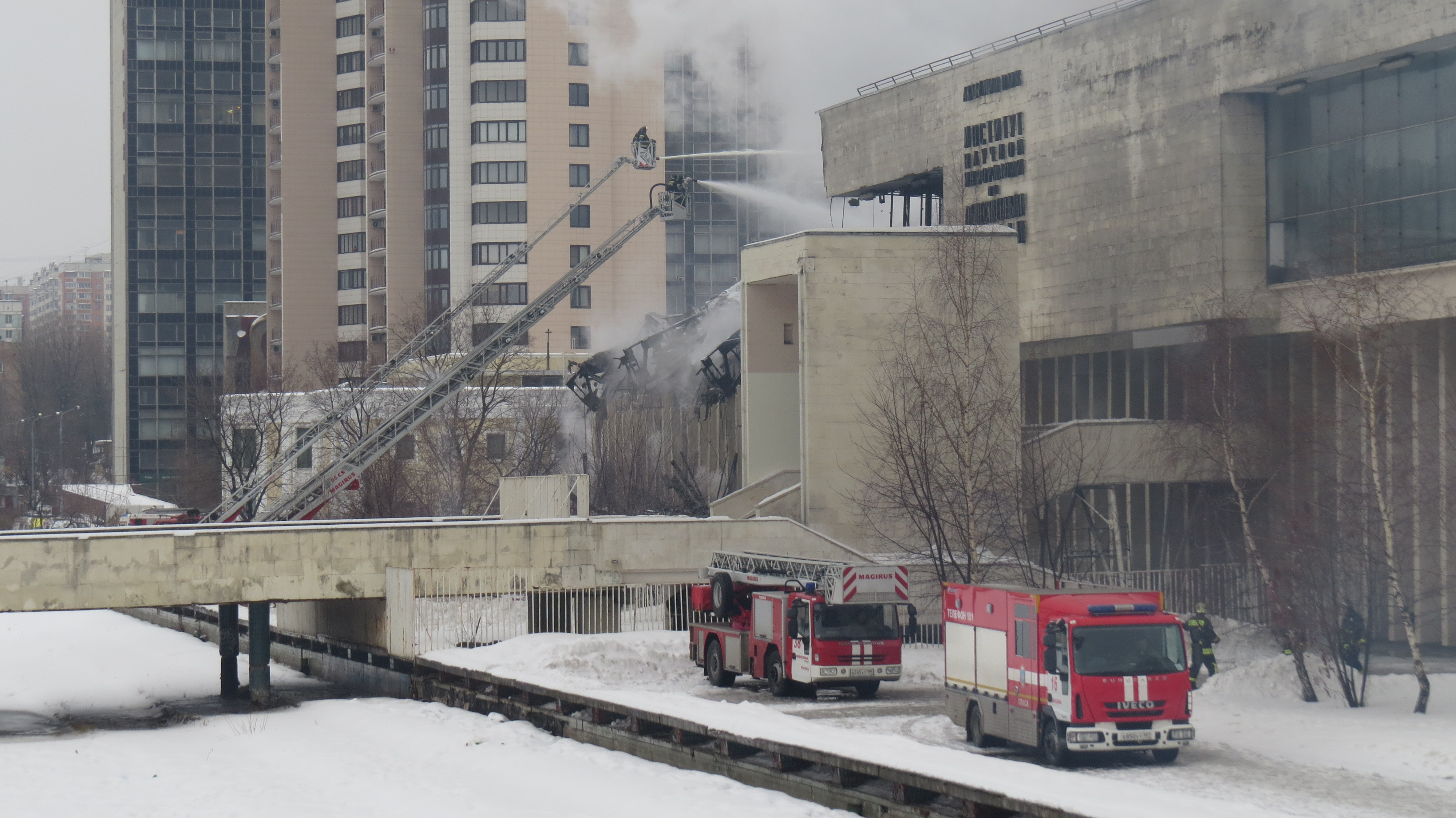
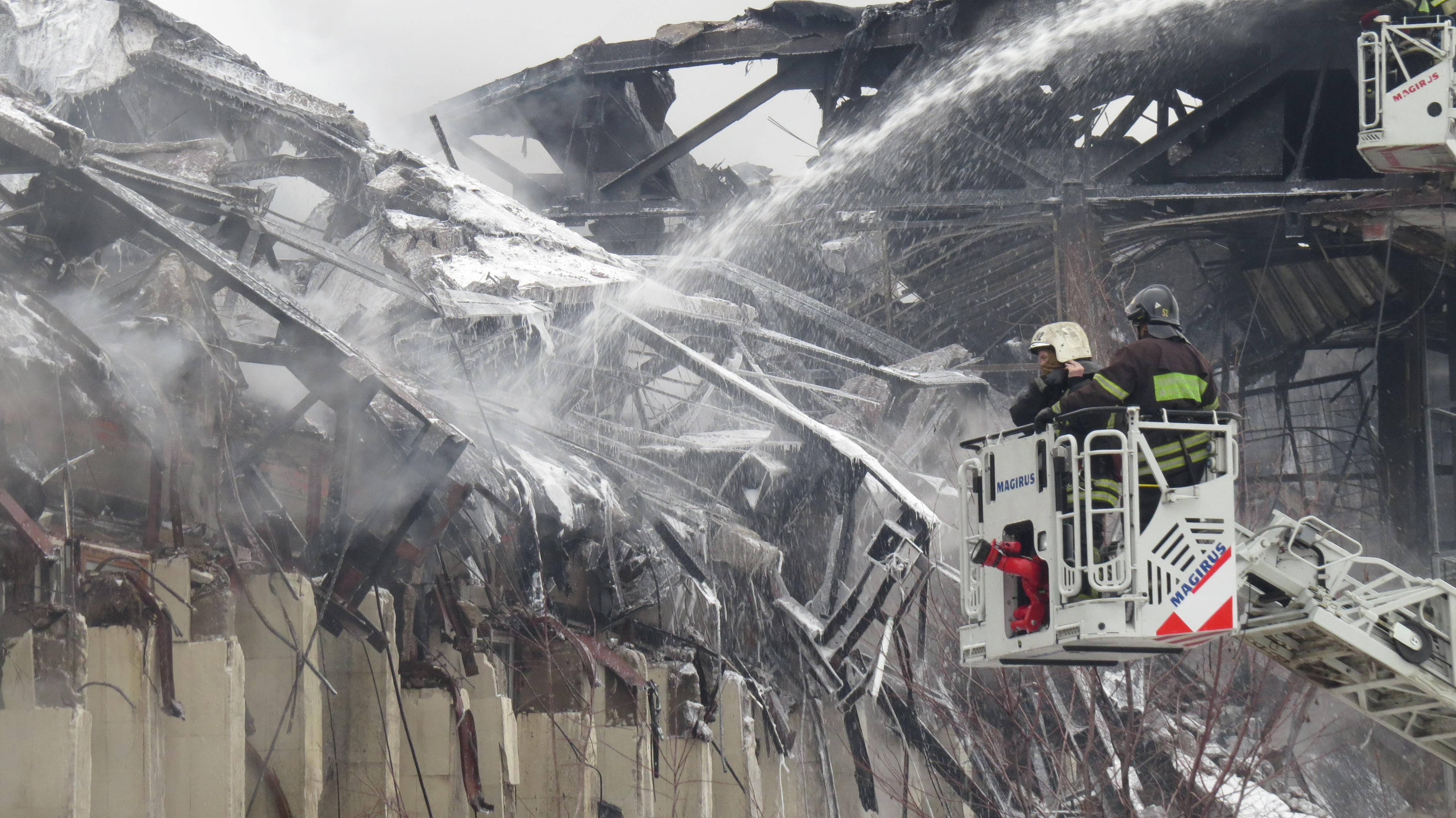
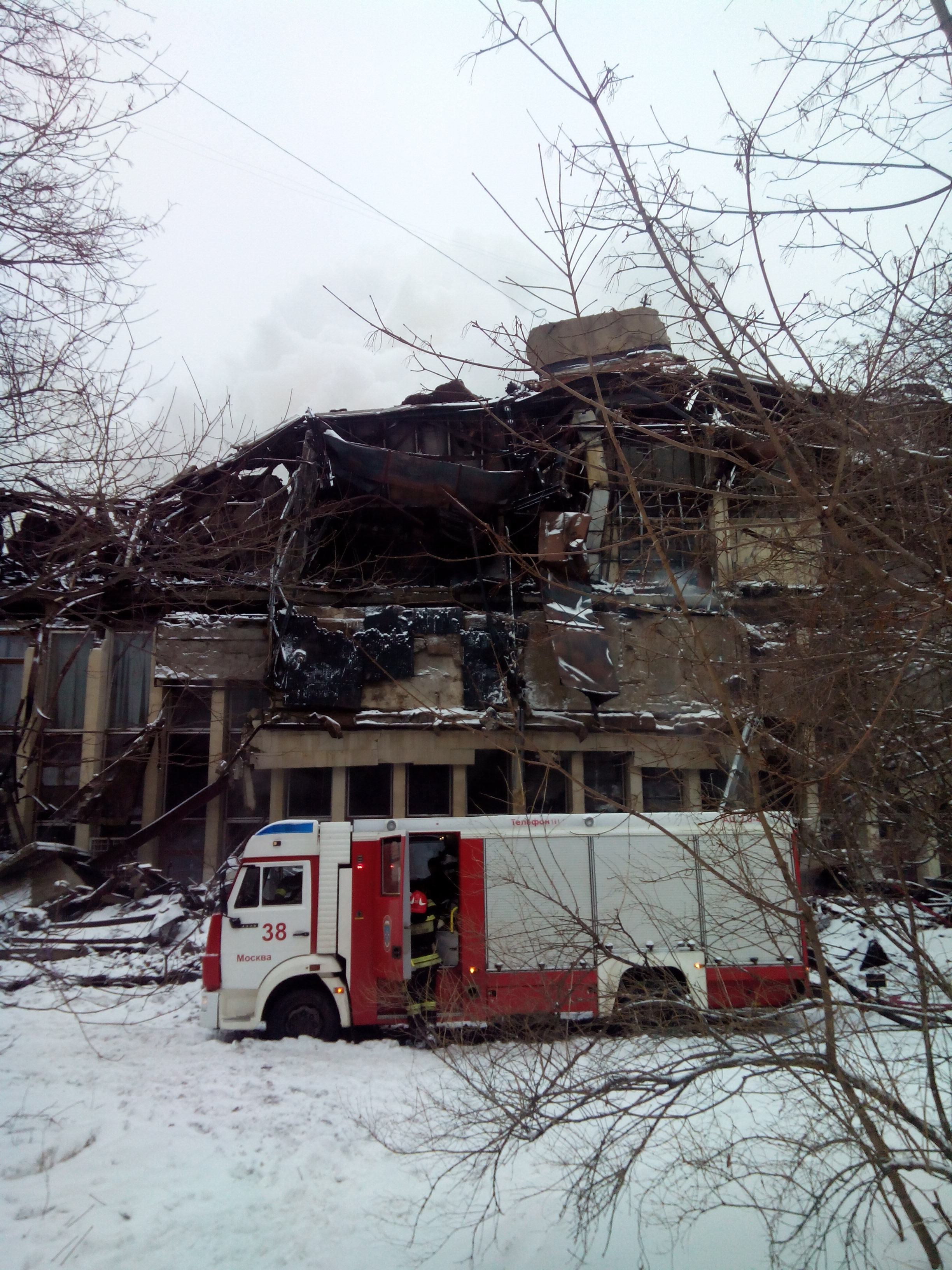

## Последствия
В результате пожара было утрачено 5,42 млн экземпляров изданий. С учётом дубликатов, малоценных и подлежащих списанию изданий, трудно восстановимые потери фундаментальной библиотеки ИНИОН РАН составляют 2,32 млн экземпляров. По предварительной оценке, которую озвучил президент РАН Владимир Фортов, в результате пожара утрачено 20 % библиотечных фондов.
Автоматизированная информационная система по общественным наукам, предметные каталоги и уникальные базы данных Института, создававшиеся с конца 1970-х годов и насчитывающие свыше четырёх миллионов единиц записей, сохранились.
По предварительным прогнозам, наиболее ценные книги не пострадали от огня. Некоторые экземпляры нуждаются в реставрации. Утрачены комплект материалов Генеральной ассамблеи ООН на русском языке, международные справочники, материалы Международного суда, документы НАТО, часть библиотеки Института мировой литературы на иностранных языках и Института славяноведения на различных славянских языках, фонд справочно-библиографического отдела.
Заместитель директора библиотеки Виктор Глухов сообщил журналистам, что около здания библиотеки установлена охрана, чтобы сохранить в целости оставшиеся книги:

Сгорел третий этаж здания, но цоколь, где хранились книги, — остался. Нас водили туда после пожара. Здание построено так, что оно должно было бы выдержать прямое попадание бомбы. Так что хранилище книг цело. Я не увидел следов огня. Правда, есть вода на полу, и я думаю, что она залила часть рукописей.
Разрушено левое крыло здания. По словам директора института Юрия Пивоварова, масштабы потерь оценить пока очень трудно, большая часть библиотечных фондов не была оцифрована, но каталог библиотеки не пострадал. Библиотечный сервер уцелел.

### Ликвидация последствий

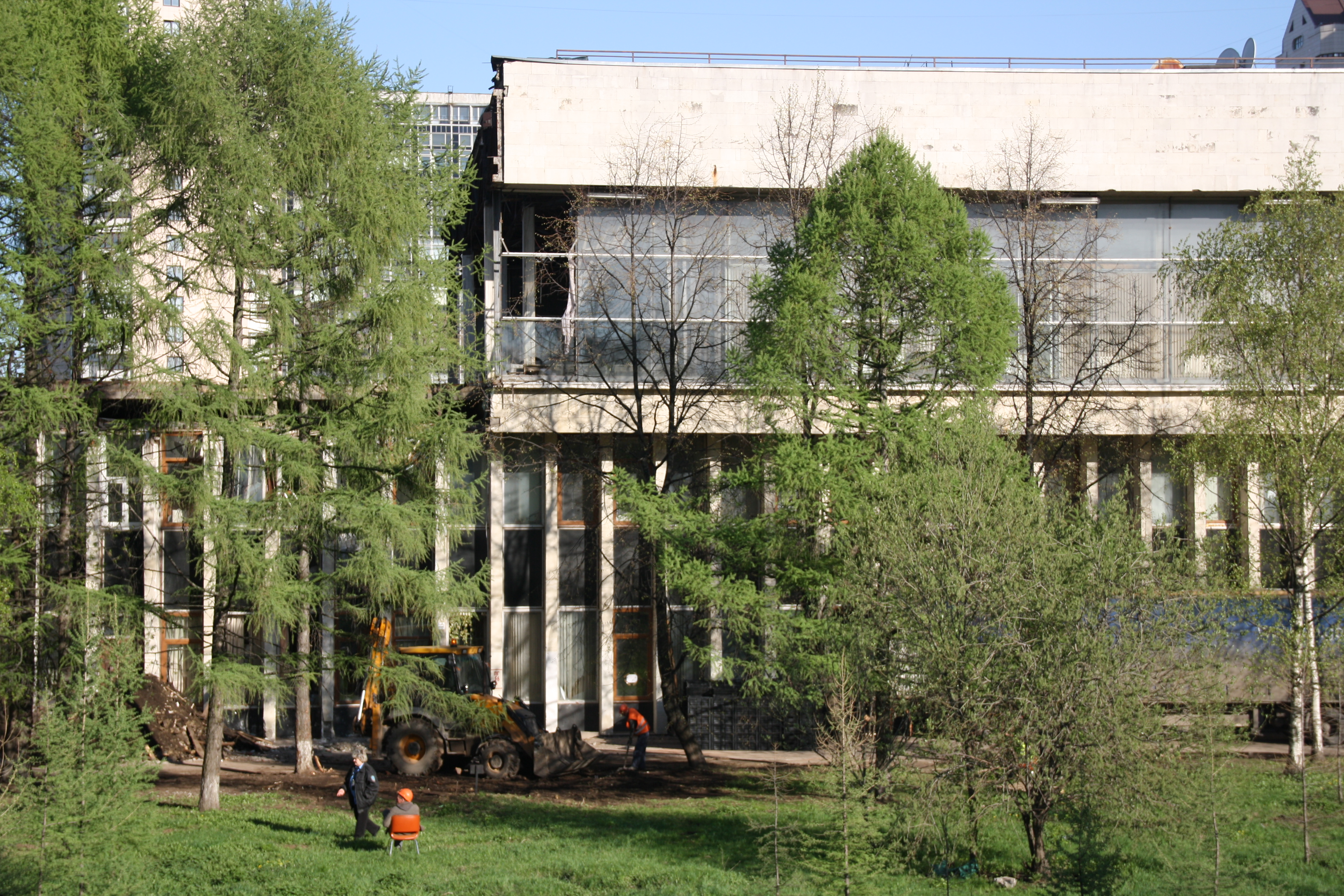
Работы по восстановлению здания ИНИОН, май 2015 года

Вице-премьер Аркадий Дворкович, курирующий ликвидацию последствий пожара, заявил, что на восстановление библиотеки могут быть выделены средства из резервного фонда правительства.
Уцелевшие после пожара книги, по словам заместителя директора ИНИОН Татьяны Решетник, решено заморозить, чтобы спасти их от грибка. 9 февраля СМИ сообщили о проведённой консервации здания — на крыше Библиотеки установлены защитные колпаки, заварены выбитые окна. По предварительной оценке экспертов на 12 февраля, вывозу, заморозке и дальнейшему восстановлению подлежат 2,95 млн экземпляров.
21 февраля начался вывоз книг на заморозку в криокамеру Российского государственного архива научно-технической документации, ещё раньше начался вывоз послереволюционных газет 1917—1925 годов. Часть сотрудников ИНИОН, чьи кабинеты находились в сгоревшей части здания, временно разместились в здании бывшей Российской академии сельскохозяйственных наук по улице Кржижановского (дом № 15), предоставленном ИНИОНу на правах безвозмездной аренды.
По оценке директора Российской государственной библиотеки Александра Вислого, процесс реставрации повреждённых изданий с учётом объёма фондов займёт десятилетия. «И это самое страшное — мы потеряли на десятилетия ещё одну библиотеку, книги из её фондов становятся недоступны на долгие годы», — отметил он. По оценке главы ФАНО Михаила Котюкова, при использовании последних российских технологий на реставрацию пострадавших изданий потребуется полтора века.
За 2015 год ФАНО было выделено 118 миллионов рублей на ликвидацию последствий пожара. В январе 2016 года стало известно, что на восстановление ИНИОН направлено дополнительно 600 миллионов рублей, также предусмотрено целевое субсидирование оцифровки фонда в размере 98 миллионов рублей.

#### Добровольцы
24 февраля 2015 года к процессу ликвидации последствий подключились добровольцы. Книги перевозились на хранение на склад в Люберцах. К марту с помощью добровольцев из здания вывезено 600 тысяч книг. В начале апреля при разборе завалов обнаружились считавшиеся утраченными около 10 тысяч книг XVIII—XX веков из библиотеки ИМЛИ, много лет хранившиеся на третьем этаже здания, — в основном художественные произведения, романы, пьесы на разных языках. Предположительно, книги уцелели потому, что оказались накрыты обрушившейся частью крыши, перекрывшей доступ кислорода. По недосмотру часть книг, смешанных с останками сгоревшего крыла здания, была отправлена на свалку. Оставшиеся мусорные кучи разобраны добровольцами, работавшими вечерами, после ухода рабочих, без освещения. Спасённые книги были вывезены на экстренную заморозку.

#### Кража редких изданий
8 апреля 2015 года в МВД России сообщили о задержании двух злоумышленников, уроженцев Тверской области и Татарстана 26 и 29 лет, которые пытались сбыть похищенные из ИНИОН издания на Арбате. Экспертиза установила, что издания принадлежат фундаментальной библиотеке ИНИОН и являются подлинными памятниками старины, возбуждено уголовное дело по статье 158 Уголовного кодекса РФ («кража»). Первоначально СМИ сообщили, что похитители проникли в здание под видом добровольцев, впоследствии выяснилось, что они были наёмными грузчиками. Обвиняемые заключены под стражу.
В ходе проведения следственно-оперативных мероприятий сотрудники Московского уголовного розыска и УВД по ЮЗАО установили, что за несколько дней до задержания подозреваемые уже успели продать неизвестному 11 похищенных изданий. Удалось установить покупателя и вернуть проданные издания, в числе которых «Курские епархиальные ведомости» (1890), «Исторический вестник» (1886), «Отечественные записки» (1848), «Московские церковные ведомости» (1890), «Современник» (1864), «Труды Киевской духовной академии» (1901 и 1895), «Труды Императорского вольного экономического общества» (1870), «Вологодские епархиальные ведомости» (1886), «Закон военного времени» (1895), «Полтавские епархиальные ведомости» (1906) и другие редкие издания XIX — начала XX веков.
«Во всём мире в библиотеках воровали, воруют и будут воровать, тут ничего не сделаешь. Особенно такой момент, как сейчас», — отреагировал на произошедшее Ю. С. Пивоваров.
После произошедшего охрана здания была усилена.

## Расследование
После ликвидации пожара к работе приступила следственная группа. В качестве возможных причин возгорания рассматривались короткое замыкание, поджог и случайно запущенная подростками петарда (эту версию озвучил в интервью радиостанции «Говорит Москва» директор ИНИОН Юрий Пивоваров). 31 января президент РАН Владимир Фортов и первый заместитель начальника Главного управления МЧС по столице Александр Гаврилов заявили, что версия поджога не рассматривается.
2 февраля в здании библиотеки начались следственные действия — к работе приступили сотрудники судебно-экспертного центра Федеральной противопожарной службы Москвы и специалисты испытательно-пожарной лаборатории. Прокуратура Юго-Западного административного округа Москвы начала проверку по факту пожара.
По выводам пожарно-технической экспертизы на середину апреля, очагом возгорания стало небольшое техническое помещение над третьим этажом юго-восточной части здания, куда сквозь дыру в кровле проникла вода и попала на светильник: «Быстрому распространению огня в здании послужило отсутствие перекрытия с нормируемым пределом огнестойкости между 3-м этажом и техническим чердаком здания. На воздуховодах системы вентиляции отсутствовали противопожарные клапаны. После того, как разрушились оконные проёмы, произошёл быстрый приток кислорода в зону горения».

### Нарушения пожарной безопасности
В Прокуратуре России считают, что признаки состава преступления присутствуют в действиях руководителей трёх организаций — ИНИОН, РАН и ФАНО. В заявлении Прокуратуры указано, что «руководством ИНИОН РАН неоднократно направлялись письма в Российскую академию наук и Федеральное агентство научных организаций о предоставлении денежных средств для ремонта здания <…> реконструкции его инженерных сооружений и технических систем, в том числе, систем и средств пожаротушения. Однако руководством Российской академии наук денежные средства в должном для устранения нарушений объёме не выделялись, какие-либо меры со стороны Федерального агентства научных организаций по данному вопросу не принимались». 20 апреля Следственным комитетом возбуждено уголовное дело по части 1 статьи 293 УК РФ Уголовного кодекса РФ («халатность»).
«Российская газета» отмечает, что здание, построенное в 1970-х годах, не отвечало современным требованиям пожарной безопасности, имелись нарекания от пожарных.
Директор ИНИОН Ю. С. Пивоваров указывает на многократные обращения руководства Института за помощью: «Мы много раз обращались в РАН, а теперь в ФАНО, но нам отвечали, таких денег нет»; «Общественная палата грозно заявила на днях, что она спросит с руководства ИНИОН, сколько денег оно получило на оцифровку. <…> Отвечаю: 0 рублей 0 копеек». 27 февраля Институт предоставил в Общественную палату отчёт о расходе средств, предоставленных на оцифровку в рамках целевой программы РАН «Электронная библиотека научного наследия России».

### Ситуация с директором
По телевидению прошёл ряд сюжетов, где выдвигались обвинения Ю. С. Пивоварову в случившихся событиях. Отмечая, что «телевидение берёт на себя функции государственного обвинения», журналист «Новой газеты» считает, что имеет место сведение политических счётов, и указывает на недопустимость бездоказательных намёков: «В лучших традициях „Процесса“ Кафки — в чём конкретно и на каких основаниях обвиняется Пивоваров, зрителю не сообщают, и происходит это на фоне незавершённого официального расследования пожара».
Анализируя освещение пожара и его последствий в СМИ, историк П. П. Черкасов отметил, что в ряде откликов присутствовали «не только сочувствие, но и злорадство, помноженное на самые фантастические домыслы», и даже дезинформация. Сам Пивоваров, по словам Черкасова, стал объектом злобных нападок. «Пожар в ИНИОН пришёлся весьма кстати для тех, кто давно хотел свести с ним счёты и скомпрометировать», — отмечает он. После сообщения о краже сенатор Елена Афанасьева обратилась в ФАНО с предложением отстранить директора Института от занимаемой должности на время следствия.
27 апреля Пивоваров покинул пост директора Института, виновным в халатности учёный себя не признаёт. 30 апреля Пивоварову было предъявлено обвинение по части 1 статьи 293 УК РФ Уголовного кодекса РФ («халатность»).
В защиту директора выступили многие учёные, в том числе члены-корреспонденты РАН С. А. Арутюнов, Ю. А. Рыжов, а также Вольное историческое общество, в состав которого входят члены-корреспонденты РАН А. И. Иванчик и П. Ю. Уваров, академик РАН А. М. Молдован, профессора Европейского университета в Санкт-Петербурге Е. В. Анисимов и А. И. Миллер, профессора Высшей школы экономики С. А. Иванов и И. Н. Данилевский, профессор Европейского университета во Флоренции А. М. Эткинд, профессор Волгоградского государственного университета И. И. Курилла и другие учёные. Отмечая в «Заявлении о ситуации вокруг ИНИОН», что в трудной ситуации коллектив во главе с его директором делает всё возможное для восстановления работы научного учреждения, Общество подчёркивает, что «крайне неблагоприятный, агрессивный информационный фон» не способствует успеху работы по спасению фондов, и «использование трагедии ИНИОН» недопустимо «для сведения политических счётов с его директором».
Трудовой коллектив Института направил обращение президенту В. В. Путину с просьбой о поддержке и пресечении «кампании нападок» на руководителя:

Некоторые СМИ пытаются сформировать такой образ: имя Юрия Пивоварова — это имя пожара в институте, имя руины на углу Нахимовского проспекта и Профсоюзной улицы, имя партии книг, украденной мерзавцами, оказавшимися в числе рабочих, нанятых для разбора сгоревших конструкций… Но мы, сотрудники ИНИОНа, видим все лукавство этой информационной установки, ибо для нас имя Юрия Пивоварова — это имя целой эпохи развития нашего института, формирования новых научных направлений и школ, реализации новых проектов, имя яркого популяризатора исторической науки и одного из самых незаурядных политических мыслителей современной России.

## Реакция

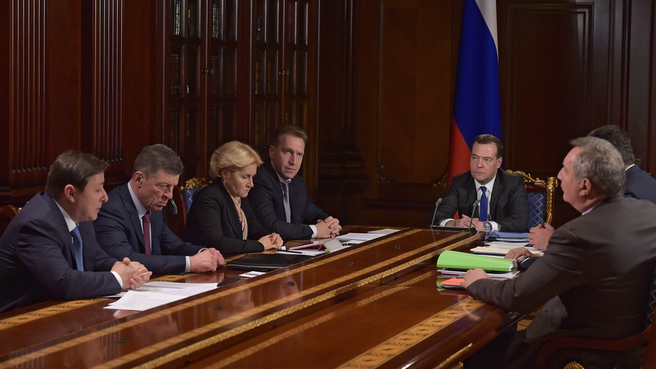
Совещание Д. А. Медведева с вице-премьерами. 2 февраля 2015 года

В Российской академии наук сообщили, что пожар стал «тяжёлым ударом для российской и мировой науки, по предварительной оценке, масштабы потерь могут быть огромными».
Президент РАН Владимир Фортов сравнил пожар в библиотеке ИНИОН с аварией на Чернобыльской АЭС:

Для науки это большая потеря, это крупнейшее в мире хранилище подобного рода, похожее, наверное, на Библиотеку Конгресса. Здесь собраны материалы, которых в других местах найти невозможно, и все гуманитарные институты пользовались этой библиотекой. Внешне то, что случилось, сейчас напоминает Чернобыль.
По мнению главы Министерства образования и науки Дмитрия Ливанова, пожаром нанесён ущерб не только научному потенциалу, но и престижу науки в целом:

Пожар ИНИОН является таким примером, в котором, как в капле воды, отразились все проблемы нашего научного сектора, когда в рамках Академии наук, в том виде, в котором она была до реформы, не просто имущество не содержалось в должном виде, а целые направления научных исследований находились на периферии и передовые учёные были вынуждены уезжать из страны.
Федеральное агентство научных организаций организовало штаб по ликвидации последствий пожара в библиотеке ИНИОН. В него вошли начальники профильных управлений ФАНО и руководство ИНИОН РАН. Возглавил штаб заместитель руководителя ФАНО Александр Степанов.
2 февраля 2015 года Председатель Правительства РФ Дмитрий Медведев на совещании с вице-премьерами назначил ответственным по восстановлению библиотеки и здания Аркадия Дворковича.
Научное сообщество и общественность выразили готовность оказать поддержку ИНИОН. Генеральный директор Государственного Эрмитажа Михаил Пиотровский заявил, что Эрмитаж готов оказать любую помощь библиотеке, если это необходимо. Глава Центральной избирательной комиссии России Владимир Чуров пообещал передать библиотеке 100 книг из своей личной коллекции и издания из фондов ЦИК. На портале change.org появились петиции с требованиями «не допустить ликвидации ИНИОН РАН как уникального научного учреждения» и «принять срочные меры по ликвидации последствий пожара». Письма с реакцией на произошедшее прислали многие учёные: академики Р. И. Нигматулин, В. В. Журкин, В. С. Мясников, Н. Н. Казанский, Ю. Ф. Лачуга, С. П. Карпов, Ю. С. Кукушкин, члены-корреспонденты А. Л. Топорков, Б. В. Базаров, В. М. Алпатов, Н. В. Корниенко, В. П. Козлов, П. Г. Гайдуков и другие.
Андрей Зубов, советский и российский историк, религиовед и политолог, доктор исторических наук, бывший профессор МГИМО заявил:

ИНИОН — это целая эпоха русской интеллектуальной жизни, это наша Александрийская библиотека… Пожар в ИНИОНе — это намного больше, чем утрата ценного собрания книг, это утрата важнейшего культурного центра, с которым связаны имена современных исследователей. Для всех нас это большая человеческая и гуманитарная трагедия.